# الكريف، إب
الكريف هي إحدى قرى الجمهورية اليمنية. وهي تتبع جغرافيًا لمحافظة إب. وإداريًا لمديرية حزم العدين. يبلغ تعداد سكانها 2368 نسمة حسب الإحصاء الذي جرى عام 2004م.